# Epazotes Grandes
Epazotes Grandes är en ort i Mexiko.   Den ligger i kommunen Pinal de Amoles och delstaten Querétaro Arteaga, i den centrala delen av landet, 190 km norr om huvudstaden Mexico City. Epazotes Grandes ligger 2 206 meter över havet och antalet invånare är 169.
Terrängen runt Epazotes Grandes är kuperad åt nordost, men åt sydväst är den bergig. Runt Epazotes Grandes är det ganska tätbefolkat, med 54 invånare per kvadratkilometer. Närmaste större samhälle är Jalpan, 18,2 km nordost om Epazotes Grandes. I omgivningarna runt Epazotes Grandes växer huvudsakligen savannskog.